# Deute
Das Dorf Deute ist seit 1972 ein Stadtteil der nordhessischen Kleinstadt Gudensberg im nordhessischen Schwalm-Eder-Kreis. Es befindet sich im historischen Chattengau und liegt an der B 254 ca. 20 km südlich von Kassel. Mittelpunkt des etwa 950 Einwohner zählenden Ortes mit zahlreichen Fachwerkhäusern bilden die Kirche und der Dorfplatz mit einem Brunnen. Heute ist der Ort, östlich des Lamsbergs am Fuße des Lotterberges gelegen, kaum noch landwirtschaftlich geprägt, sondern ist ein Wohnort für Beschäftigte in Kassel, Baunatal und Melsungen geworden.

## Geschichte
Ortsname
Die schriftliche Wiedergabe des Ortsnamens wurde im Laufe der Jahrhunderte mehrfach abgewandelt. In einer Urkunde vom 10. April 1314 wird Deute, obwohl es zu den ältesten Siedlungen Hessens gezählt wird (siehe Entstehung der Kirche), als „Villa Thoyten“ erstmals erwähnt. 1552 wird das Dorf in einer Urkunde „Theuta“ genannt, 1747 in einem „Lager-Stück- und Steuerbuch“ als „Dorfschaft Deutta“ bezeichnet.
Ortsgeschichte
Im Jahr 1348 erwarben die „Herren Dytmarus“, genannt „der Kuenen“, ein Bürger zu Gudensberg, und ein Plebanus (Pfarrer) Heinricus aus Affoldern Güter in Deute vom Kloster Haina. 1413 wird erstmals die Zugehörigkeit zum hessischen Amt und Gericht Felsberg beurkundet. Die Herren von Elben hielten einen Teil des Dorfes als landgräfliches Lehen. Mit ihrem Aussterben im Jahre 1536 fiel Deute als erledigtes Lehen zurück an die Landgrafschaft Hessen. Einem Salbuch aus dem Jahr 1579 des Klosters Breitenau ist zu entnehmen, dass die Meierhöfe in Deute zur Kloster-Vogtei Breitenau gehörten.
Das älteste noch erhaltene Haus im Dorf stammt aus dem Jahr 1665. Ab dem 18. Jahrhundert wurde bei Deute in der Zeche Richardsberg Braunkohlebergbau betrieben. Ab 1821, nach der kurhessischen Verwaltungsreform, gehörte Deute zum neu gebildeten Kreis Melsungen (heute Schwalm-Eder-Kreis) und zum Amtsgericht in Felsberg.
1936 wurde ein Schwimmbad (das auch Löschwasserteich vorgesehen war) an der heutigen B 254 in Richtung Dissen erbaut; es wurde mit dem Wasser des Baches „Eichtränke“ gespeist.
Hessische Gebietsreform (1970–1977)
Zum 31. Dezember 1971 wurde die bis dahin selbständige Gemeinde Deute im Zuge der Gebietsreform in Hessen auf freiwilliger Basis in die Stadt Gudensberg eingemeindet. Dabei wechselte Deute aus dem Landkreis Melsungen in den Landkreis Fritzlar-Homberg. 1974 wurden die ehemaligen Landkreise Fritzlar-Homberg, Melsungen und Ziegenhain zum Schwalm-Eder-Kreis vereint. Für Deute wurde, wie für die übrigen Stadtteile, ein Ortsbezirk mit Ortsbeirat und Ortsvorsteher nach der Hessischen Gemeindeordnung eingerichtet.

## Bevölkerung
Einwohnerstruktur 2011
Nach den Erhebungen des Zensus 2011 lebten am Stichtag, dem 9. Mai 2011, in Deute 967 Einwohner. Darunter waren 51 (5,3 %) Ausländer. Nach dem Lebensalter waren 156 Einwohner unter 18 Jahren, 412 zwischen 18 und 49, 168 zwischen 50 und 64 und 129 Einwohner waren 65 und älter. Die Einwohner lebten in 372 Haushalten. Davon waren 108 Singlehaushalte, 105 Paare ohne Kinder und 128 Paare mit Kindern, sowie 24 Alleinerziehende und 9 Wohngemeinschaften. In 51 Haushalten lebten ausschließlich Senioren und in 279 Haushaltungen lebten keine Senioren.
Einwohnerentwicklung
| Quelle: Historisches Ortslexikon |                  |
| • 1585:                          | 25 Haushaltungen |
| • 1747:                          | 23 Haushaltungen |
| • 1682:                          | 63 Hausgesesse   |

| Deute: Einwohnerzahlen von 1834 bis 2020 | Deute: Einwohnerzahlen von 1834 bis 2020 | Deute: Einwohnerzahlen von 1834 bis 2020 | Deute: Einwohnerzahlen von 1834 bis 2020 | Deute: Einwohnerzahlen von 1834 bis 2020 |
| --- | ---------------------------------------- | ---------------------------------------- | ---------------------------------------- | ---------------------------------------- |
| Jahr |                                          |                                          |                                          | Einwohner                                |
| 1834 | 1834                                     |                                          | 193                                      | 193                                      |
| 1840 | 1840                                     |                                          | 201                                      | 201                                      |
| 1846 | 1846                                     |                                          | 197                                      | 197                                      |
| 1852 | 1852                                     |                                          | 211                                      | 211                                      |
| 1858 | 1858                                     |                                          | 195                                      | 195                                      |
| 1864 | 1864                                     |                                          | 191                                      | 191                                      |
| 1871 | 1871                                     |                                          | 181                                      | 181                                      |
| 1875 | 1875                                     |                                          | 183                                      | 183                                      |
| 1885 | 1885                                     |                                          | 208                                      | 208                                      |
| 1895 | 1895                                     |                                          | 208                                      | 208                                      |
| 1905 | 1905                                     |                                          | 230                                      | 230                                      |
| 1910 | 1910                                     |                                          | 251                                      | 251                                      |
| 1925 | 1925                                     |                                          | 275                                      | 275                                      |
| 1939 | 1939                                     |                                          | 227                                      | 227                                      |
| 1946 | 1946                                     |                                          | 418                                      | 418                                      |
| 1950 | 1950                                     |                                          | 429                                      | 429                                      |
| 1956 | 1956                                     |                                          | 329                                      | 329                                      |
| 1961 | 1961                                     |                                          | 353                                      | 353                                      |
| 1967 | 1967                                     |                                          | 384                                      | 384                                      |
| 1980 | 1980                                     |                                          | ?                                        | ?                                        |
| 1990 | 1990                                     |                                          | ?                                        | ?                                        |
| 2000 | 2000                                     |                                          | ?                                        | ?                                        |
| 2011 | 2011                                     |                                          | 667                                      | 667                                      |
| 2020 | 2020                                     |                                          | 971                                      | 971                                      |
| Datenquelle: Historisches Gemeindeverzeichnis für Hessen: Die Bevölkerung der Gemeinden 1834 bis 1967. Wiesbaden: Hessisches Statistisches Landesamt, 1968. Weitere Quellen: LAGIS; Stadt Gudensberg; Zensus 2011 |                                          |                                          |                                          |                                          |

Historische Religionszugehörigkeit
| Quelle: Historisches Ortslexikon |                                                                    |
| • 1961:                          | 300 evangelische (= 84,99 %), 52 katholische (= 14,73 %) Einwohner |

## Kirche

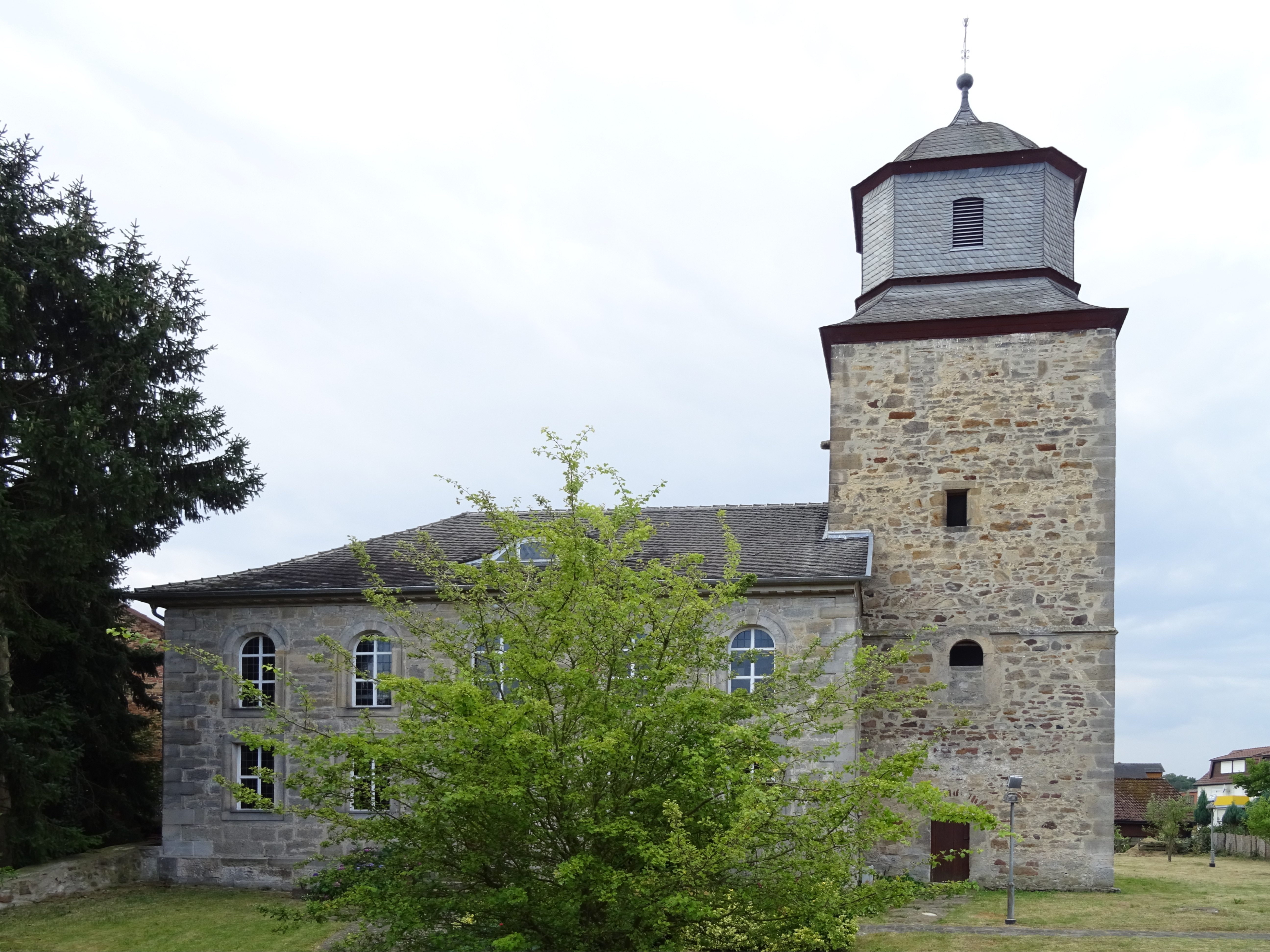
Evangelische Kirche Deute

Mitten im Dorfkern, auf einer leichten Anhöhe, steht die Dorfkirche. Der Kirchturm war ursprünglich ein Wehrturm, im romanischen Stil im 11. bis 12. Jahrhundert erbaut und später im gotischen Stil erweitert. Die Mauern sind aus Basalt- und Sandstein, und im unteren Teil sind guterhaltene Pech- oder Wassernasen neben den Schießscharten vorhanden. Der hölzerne, schiefergedeckte Glockenstuhl beherbergte früher zwei, heute drei Glocken, wobei die ältere aus dem Jahr 1635 stammt. Eine weitere große Glocke (Alter unbekannt) wurde 1718, nachdem sie zersprungen war, im Fürstlich Hessischen Gießhaus in Kassel umgegossen. Die Turmspitze mit Knopf- und Wetterfahne datiert aus dem Jahr 1786.
Nach dem Abriss des alten, nordöstlich ausgerichteten Kirchenschiffes (der Ansatz ist am Turm noch heute sichtbar) wurde von 1827 bis 1829 in südöstlicher Richtung ein neues Kirchenschiff im klassizistischen Stil erbaut. Es ist ein einfacher Saalbau mit Emporen. Im Mittelpunkt stehen Altar und Kanzel. Neben dem Kanzelstand befand sich bis zur Renovierung 1964/1965 ein vergitterter Predigerstand. Die heutige Orgel wurde im Jahre 1912 vom Orgelbauer Möller aus Rotenburg an der Fulda eingebaut; die alte war 1911 aufgrund einer langen Dürre eingetrocknet.
Bis 1881 befand sich um die Kirche der Friedhof. Er wurde nach 1920 eingeebnet.

## Politik
Der Ortsbeirat besteht aus sieben Mitgliedern. Bei der Kommunalwahl 2021 betrug die Wahlbeteiligung zur Wahl des Ortsbeirats 45,91 %. Alle derzeitigen Mitglieder gehören der „Bunten Liste Deute“ an. Der Ortsbeirat wählte Bernd Meisterfeld zum Ortsvorsteher.

## Vereine
Im Ort sind nur noch wenige Vereine aktiv. Der Sportverein TSV Deute bietet Handball für Kinder, Jogging und Hobbyfußball für Erwachsene. Hin und wieder bildet sich eine Krabbelgruppe. Die Freiwillige Feuerwehr leistet neben der Einsatzabteilung eine intensive Jugendarbeit. Der Kulturstall Deute hat eine Theatergruppe, die klassische Theaterstücke aufführt und Gastspiele in der Region gibt. Außerdem trifft sich ein Mal wöchentlich eine Gruppe von Frauen, wo Anfänger und Fortgeschrittene zusammen mit Wolle stricken.

## Freizeitangebote
Im Ortskern kann auf dem Floriansplatz Fußball und Basketball gespielt werden. Daneben bietet ein Spielplatz viel Spaß für kleinere Kinder. Drei kombinierbare Wanderwege laden ein, die Basaltkuppenlandschaft des Chattengau zu erkunden. Deute ist in das Radwegenetz der Stadt Gudensberg eingebunden. Ein Gasthaus gibt es nicht mehr.